# Josep Guardiola i Grau
Josep Guardiola i Grau (l'Aleixar, 17 de març de 1831 - París, 19 de novembre de 1901) va ser un comerciant, empresari i inventor català.
Fill d'una de les famílies més notables de l'Aleixar, als setze anys emigrà primer a Anglaterra i després a San Francisco. Al cap d'uns anys s'establí a Guatemala, on fou propietari d'una plantació de sucre i café: la finca Chocolá. Allí, el 1872, inventà i patentà diverses màquines per pelar i assecar els grans de cafè. El 1891 es vengué la finca i tornà a Catalunya amb una considerable fortuna. El mateix any es casà amb la reusenca Roser Segimon i Artells. Va fer construir un hospital-asil a l'Aleixar, que actualment és el Casal Josep Guardiola. També va costejar la construcció del cementiri municipal, on s'hi va fer construir un panteó. El 1893 va publicar una gramàtica d'una llengua planificada inventada per ell mateix, l'Orba. Els últims anys va viure entre Barcelona, Blanes i París, on va morir el 1901. Està enterrat al panteó del cementiri de l'Aleixar.
La seva vídua, casada després amb Pere Milà i Camps, finançà la construcció de la Pedrera amb els fons de l'herència de Josep Guardiola.

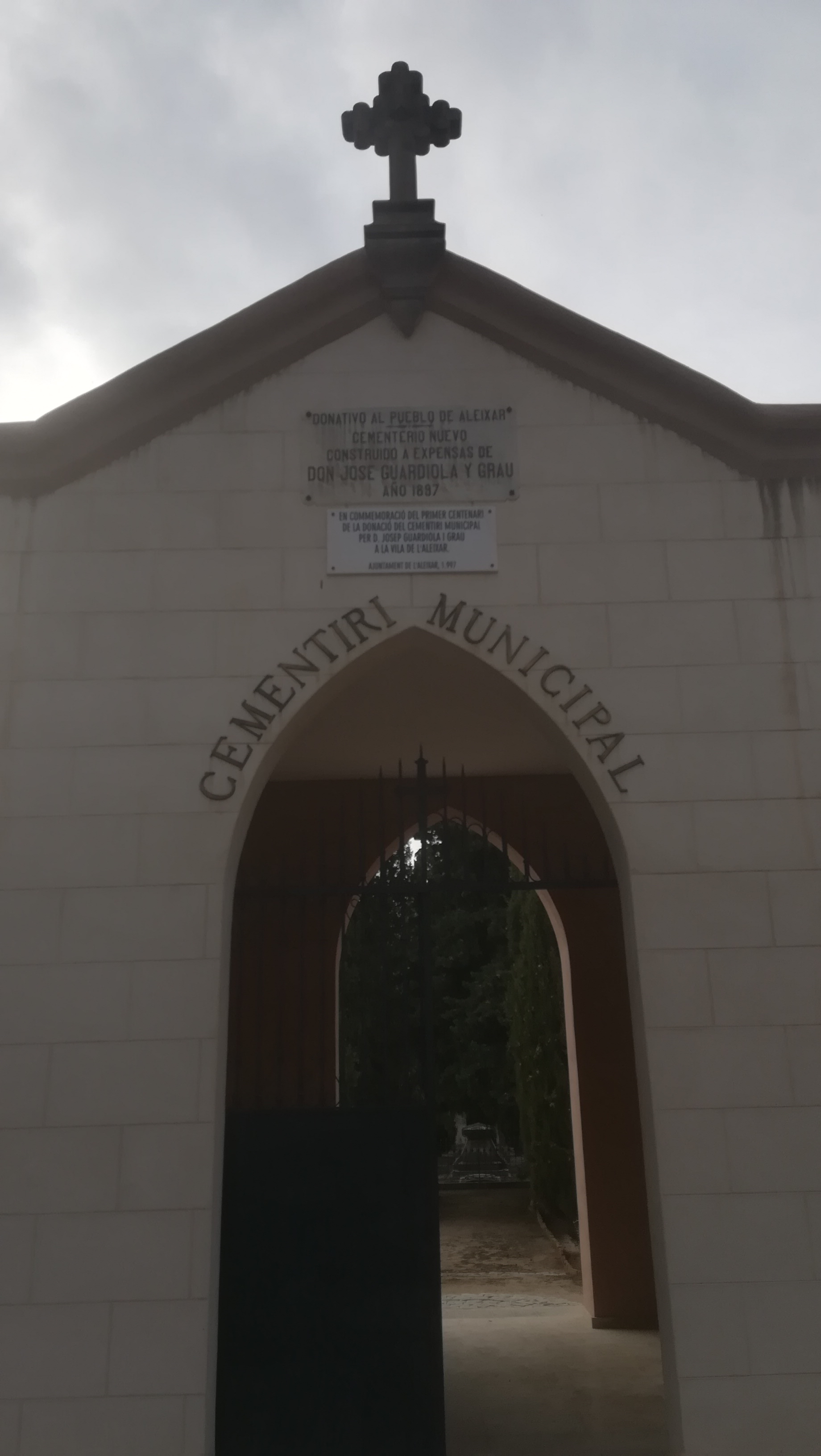
Entrada al cementiri de L'Aleixar, el 2022, amb la tomba de Josep Guardiola al fons.